# Hanson Hill
Der Hanson Hill ist ein 900 m hoher und verschneiter Hügel auf der Trinity-Halbinsel im Norden des Grahamlands auf der Antarktischen Halbinsel. Mit einem nördlich und einem südlich gelegenen Gipfel ragt er 6 km südöstlich des Kap Roquemaurel auf.
Teilnehmer der Dritten Französischen Antarktisexpedition (1837–1840) unter der Leitung von Jules Dumont d’Urville kartierten ihn im März 1838 grob, nahmen jedoch keine Benennung vor. Das UK Antarctic Place-Names Committee verlieh ihm 1948 den Namen Thanaron Hill. Das Gremium folgte damit 1946 vorgenommenen Vermessungen des Falkland Islands Dependencies Survey (FIDS), bei dem das von d’Urville benannte Kap Thanaron nicht identifiziert werden konnte; Ziel war die Bewahrung der von d’Urville vorgenommenen Benennung. Nachdem 1963 die Identifizierung des heute als Thanaron Point bekannten Objekts gelungen war, nahm das UK Antarctic Place-Names Committee eine Umbenennung des hier beschriebenen Hügels nach dem britischen Geodäten Thomas Anthony Hanson (* 1936) vor, der von 1957 bis 1959 für den FIDS in der Hope Bay tätig war. 